# Kremitz und Fichtwaldgebiet
Kremitz und Fichtwaldgebiet este o arie protejată (sit de importanță comunitară — SCI) din Germania întinsă pe o suprafață de 648,57 ha, integral pe uscat.

## Localizare
Centrul sitului Kremitz und Fichtwaldgebiet este situat la coordonatele 51°42′09″N 13°23′46″E / 51.7025°N 13.3961°E.

## Înființare
Situl Kremitz und Fichtwaldgebiet a fost declarat sit de importanță comunitară în septembrie 2000 pentru a proteja 4 specii de animale.

## Biodiversitate
Situată în ecoregiunea continentală, aria protejată conține 6 habitate naturale: Cursuri de apă de la nivel de câmpie la nivel montan, cu vegetație Ranunculion fluitantis și Callitricho-Batrachion, Liziere de ierburi înalte hidrofile de câmpie și de nivel montan până la alpin, Păduri de stejar sau de stejar și carpen sub-atlantice și medio-europene de Carpinion betuli, Păduri acidofile de stejar bătrân cu Quercus robur pe câmpii nisipoase, Mlaștini împădurite, Păduri aluvionare cu Alnus glutinosa și Fraxinus excelsior (Alno-Padion, Alnion incanae, Salicion albae).
La baza desemnării sitului se află mai multe specii protejate:
- păsări (1): pescăruș albastru (Alcedo atthis)
- mamifere (2): castor (Castor fiber), vidră de râu (Lutra lutra)
- pești (1): boarță (Rhodeus sericeus amarus)

Pe lângă speciile protejate, pe teritoriul sitului au mai fost identificate 9 specii de plante, 3 specii de amfibieni, 1 specie de reptile.